# Суперкавитация
Суперкавитация — это режим движения тела в водной среде, при котором вокруг него с помощью специального головного кавитатора образуется полость, заполненная водяным паром. В данном режиме происходит значительное уменьшение коэффициента сопротивления, что позволяет существенно увеличить скорость и дальность движения тела.